# گوتینگن
گوتینگن (به آلمانی: Göttingen) (آلمانی: [ˈɡœtɪŋən] (); آلمانی سفلی: Chöttingen) یک شهر دانشگاهی در نیدرزاکسن، در مرکز آلمان است که مرکز آن ناحیهٔ گوتینگن است. رودخانهٔ لاینه از میان این شهر می‌گذرد و در سال ۲۰۱۹ میلادی دارای ۱۱۸٬۹۱۱ نفر سکنه بوده است.
خاستگاه گوتینگن در روستایی به نام «گوتینگی» (به آلمانی: Gutingi) بود که اولین بار در سندی در سال ۹۵۳ میلادی ذکر شد. این شهر در شمال غربی این روستا بین سال‌های ۱۱۵۰ تا ۱۲۰۰ تأسیس شد و نامش را از این روستا اقتباس کرد. در زمان قرون وسطی این شهر یکی از اعضای اتحادیه هانزا بود و از این رو شهری ثروتمند محسوب می‌شده است.

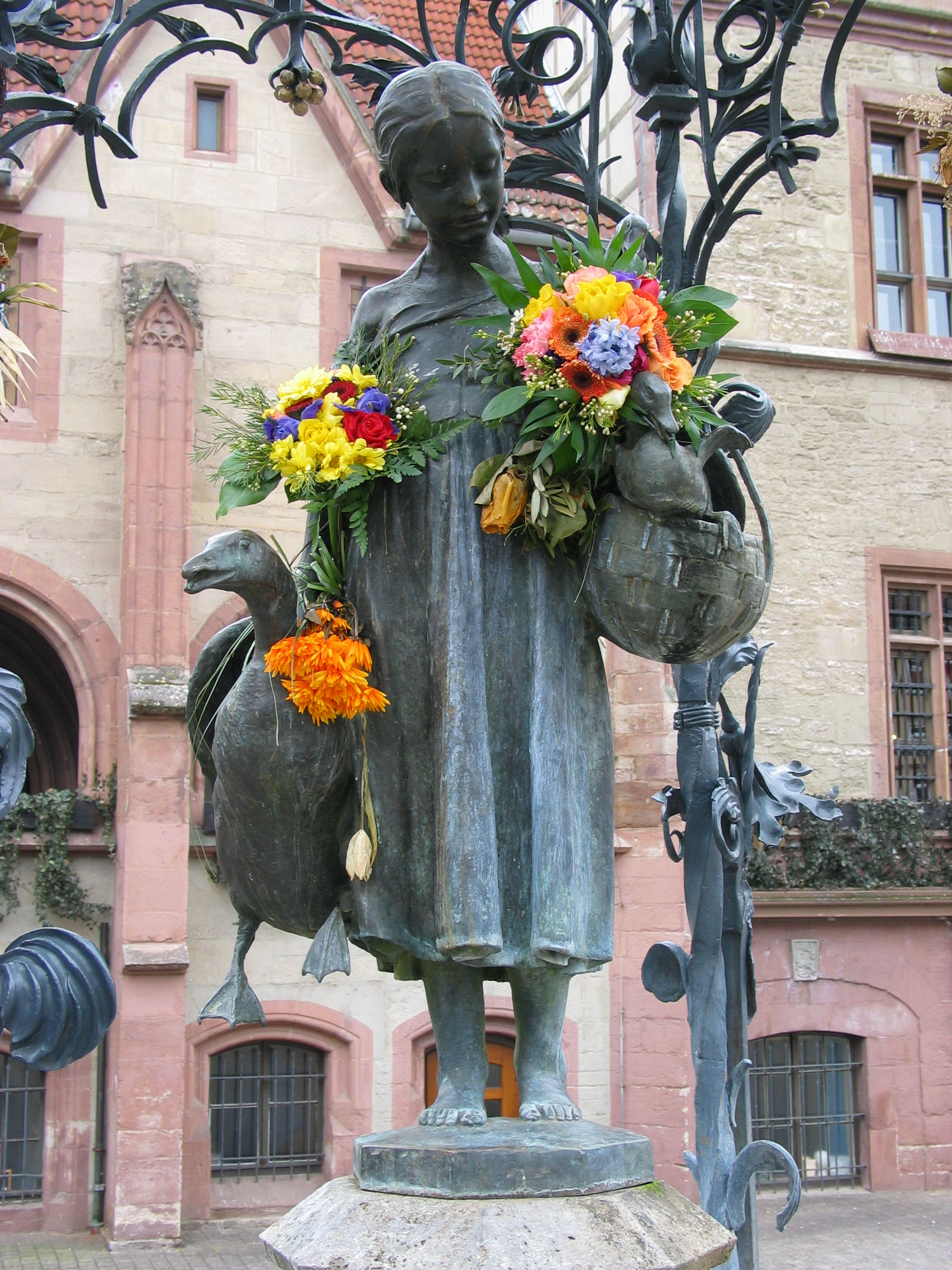
مجسمهٔ دخترک غازفروش در بازار مرکزی

امروزه، گوتینگن به خاطر دانشگاه قدیمی خود، دانشگاه گوتینگن مشهور است، که در سال ۱۷۳۴ تأسیس شده و پربازدیدترین دانشگاه اروپا است. در سال ۱۸۳۷ هفت استاد به حاکمیت مطلق پادشاهان هانوفر اعتراض کردند. آنها موقعیت‌های خود را از دست دادند، اما به عنوان هفت گوتینگن معروف شدند. فارغ‌التحصیلان این دانشگاه شامل برخی از شخصیت‌های معروف تاریخی می‌شود: برادران گریم، هاینریش اوالد، ویلهلم ادوارد وبر و گئورگ گرفینوس. همچنین، صدراعظمان آلمان اتو فون بیسمارک و گرهارد شرودر در دانشکدهٔ حقوق این دانشگاه شرکت کردند. کارل بارت اولین دورهٔ استادی خود را در اینجا برگزار کرد. برخی از مشهورترین ریاضی‌دانان تاریخ، همچون کارل فریدریش گاوس، برنهارت ریمان و دیوید هیلبرت استادان گوتینگن بودند.

## تاریخ

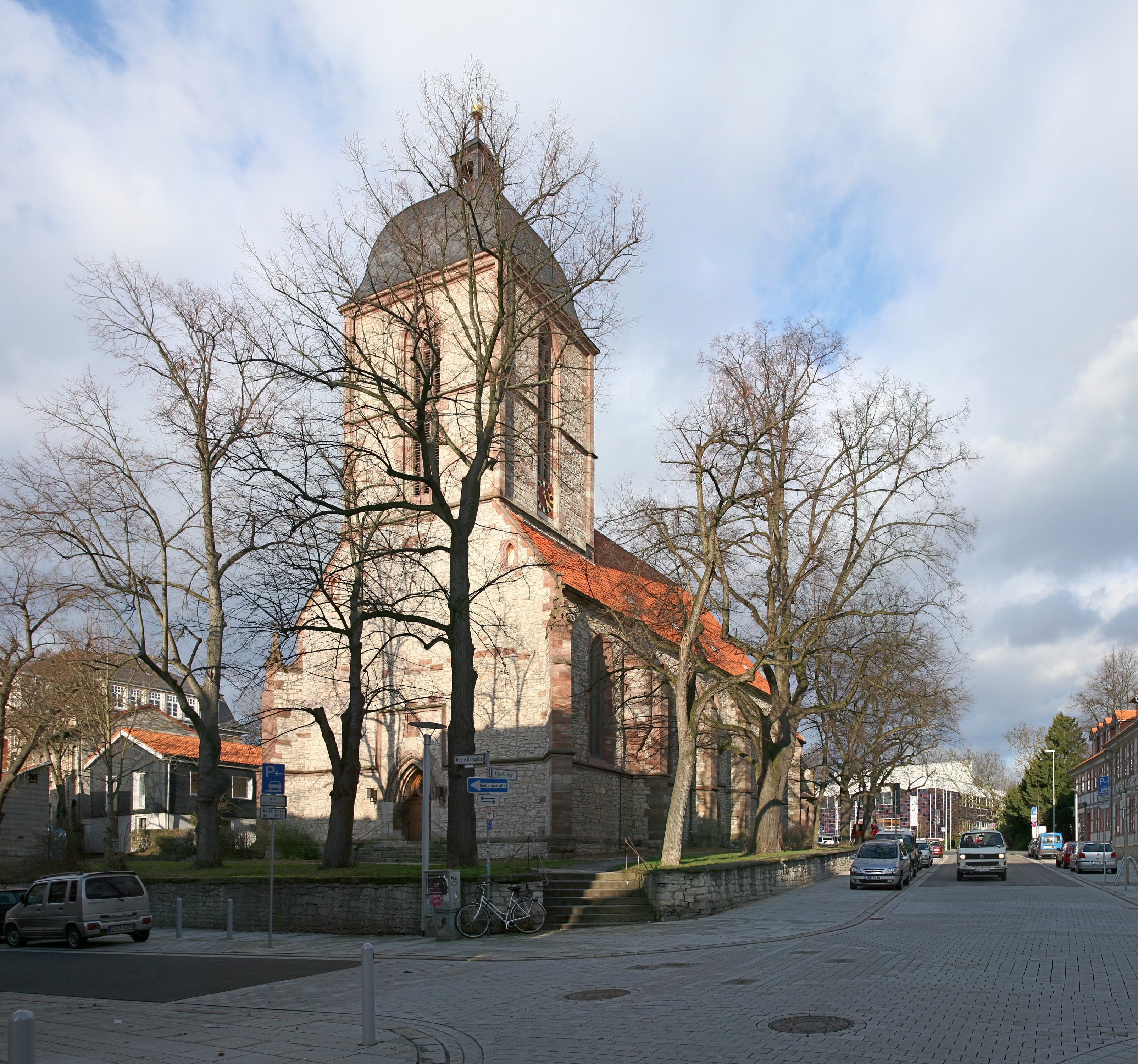
کلیسای سنت‌آلبان

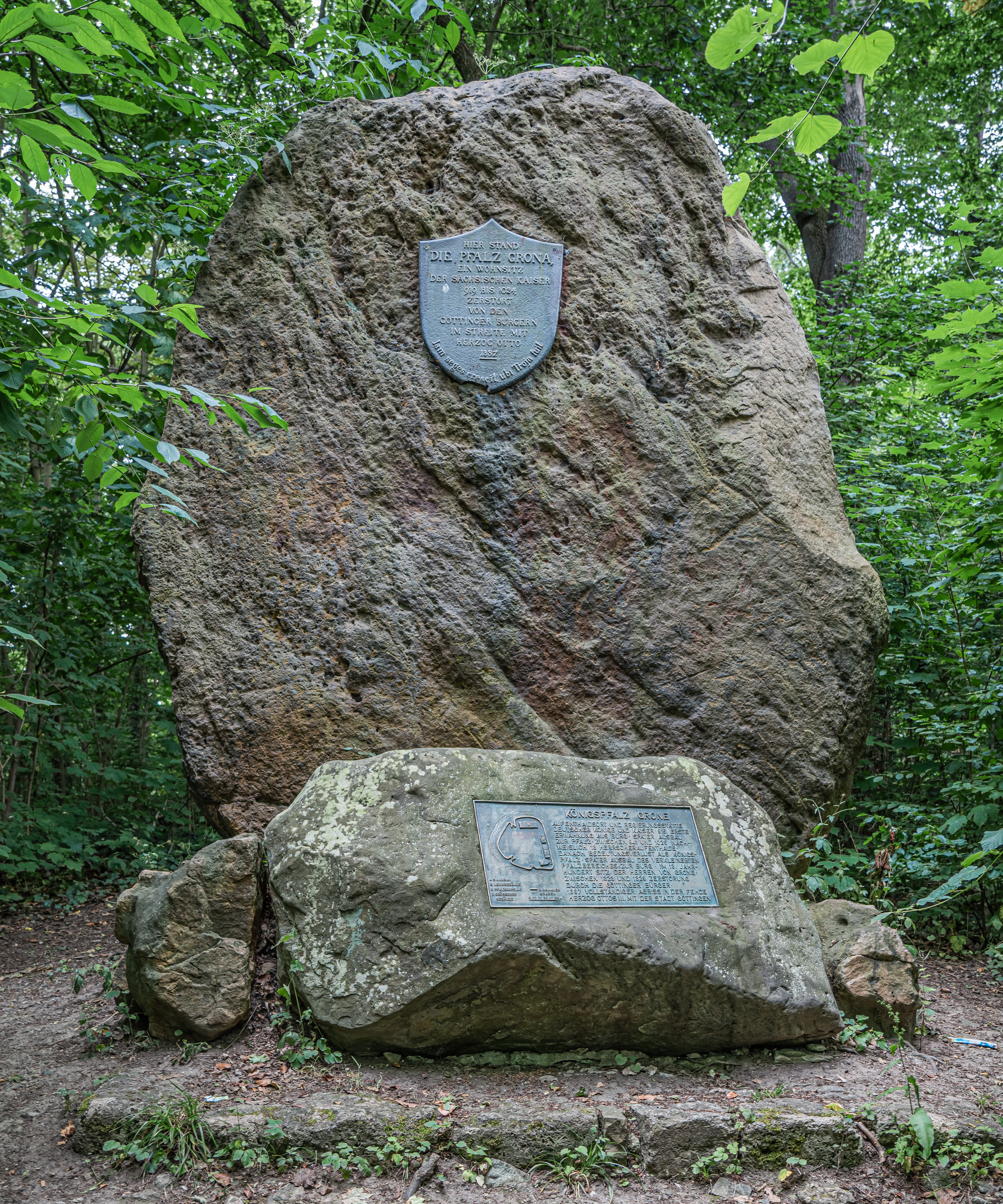
بنای یادبود در جنگل «گرونا»

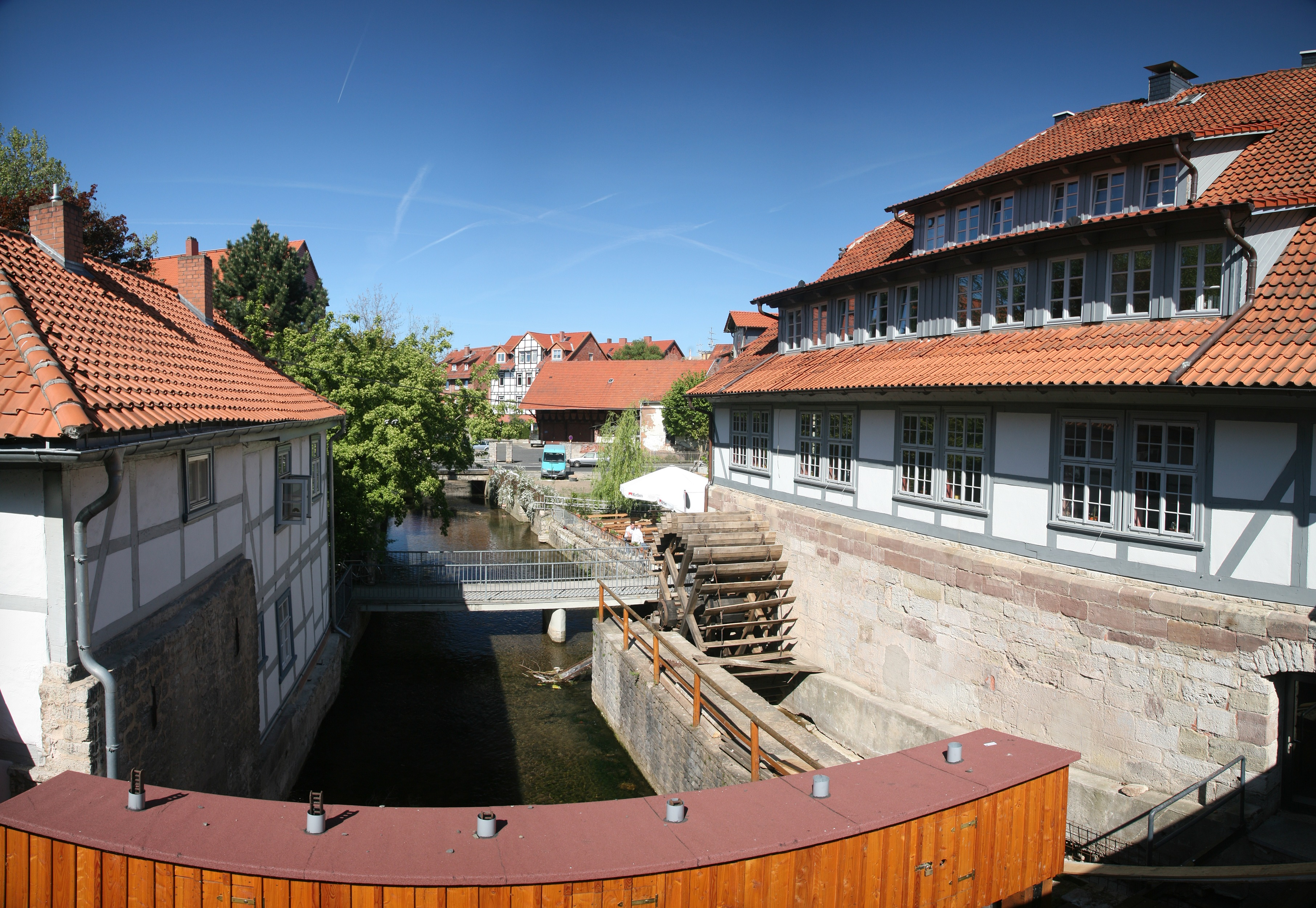
آسیاب آبی از اوایل سدهٔ ۱۳

### تاریخ اولیه
خاستگاه گوتینگن را می‌توان به روستایی به نام گوتینگی در جنوب شرقی شهر کنونی جستجو کرد. نام روستا احتمالاً از نهر کوچکی به نام گوت گرفته شده است که زمانی از میان آن می‌گذشت. از آنجایی که پایان -ing به معنای «مسکون توسط» است، این نام را می‌توان به عنوان «در امتداد گوت» فهمید. شواهد باستان‌شناختی به یک سکونت در اوایل سدهٔ هفتم اشاره می‌کنند. اولین بار از نظر تاریخی در سندی توسط امپراتور مقدس روم، اتوی یکم در سال ۹۵۳ میلادی به گوتینگن اشاره شده است، که در آن برخی از وسایل خود را در روستا به صومعهٔ موریتز در ماگدبورگ سپرد. یافته‌های باستان‌شناسی حاکی از روابط تجاری گسترده با سایر مناطق و توسعهٔ صنعتگری در این دورهٔ اولیه است.

#### کاخ گرونا
در روزهای اولیه، « «گوتینگی» تحت الشعاع گرونا قرار داشت، که در سال ۹۱۵ میلادی در مقابل گوتینگی در تپه‌ای در غرب رودخانهٔ لین به عنوان یک قلعهٔ جدید ساخته شده‌بود. پس از آن به عنوان یک کاخ امپراتوری مورد استفاده قرار گرفت، که ۱۸ پادشاه و امپراتور بین سال‌های ۹۴۱ تا ۱۰۲۵ از این دیدن کردند. آخرین امپراتور روم مقدس که از قلعهٔ « «گرونا» استفاده کرد، هاینریش دوم بود که کلیسایی هم در اینجا احداث کرد.
در سال ۱۰۲۵، پس از مرگ هاینریش دوم، این قلعه عملکرد خود را به عنوان یک قصر از دست داد و متعاقباً توسط شاهان گرونه مورد استفاده قرار گرفت. این قلعه بین سال‌های ۱۳۲۳ تا ۱۳۲۹ توسط اهالی گوتینگن ویران شد و سرانجام توسط دوک اتو اول در جریان دشمنی‌هایش با شهر گوتینگن در سال ۱۳۸۷ با خاک یکسان شد.

## دانشگاه
دانشگاه گوتینگن (آلمانی: Gerog August Universität Göttingen)در سال ۱۷۳۷ بنا نهاده شده است. در مجموع از بین استادان دانشگاه گوتینگن ۴۴ نفر موفق به کسب جایزه نوبل در رشته‌های مختلف شده‌اند.
در سال ۲۰۰۷ دانشگاه گوتینگن توسط وزارت آموزش و پژوهش دولت فدرال آلمان به عنوان دانشگاه برتر انتخاب شد
.
یکی از شخصیت‌های برجسته این شهر که به ویژه برای ایرانیان از اهمیت خاصی برخوردار است گئورگ فریدریش گروتفند است. گروتفند نخستین کسی است که برخی از واژگان به خط میخی را رمزگشایی نمود از اینرو می‌توان او را نخستین یابنده رمز خواندن خط میخی فارسی باستان یا به عبارت بهتر رمز گشای کتیبه‌های هخامنشی دانست. او کارش را با بررسی دو نگاره که جهانگرد آلمانی کارستن نیبور از روی دو سنگ‌نبشته کوچک در تخت جمشید به سال ۱۷۶۵ از داریوش بزرگ و پسرش خشایارشا برداشته بود آغاز نمود و سرانجام در سال ۱۸۰۲ توانست برخی از واژگان این خط را بخواند.
او ساکن شهر گوتینگن آلمان بود و در کلاوستال-تسلرفلد به عنوان کتابدار و آموزگار کار می‌کرد.

## افراد سرشناس
- هاینریش اوالد
- ماکس بورن
- یوهان پیتر گوستاو لوژن دیریکله
- کارل فریدریش گاوس
- اتو هان
- داوید هیلبرت
- فلیکس کلاین
- هرمان مینکوفسکی
- ماکس پلانک
- لودویگ پرانتل
- لو آندرآس سالومه
- کارل لودویگ زیگل
- ویلهلم ادوارد وبر
- ورنر هایزنبرگ